# Teodorovac
Teodorovac je mjesto u Osječko-baranjskoj županiji. 

## Upravna organizacija
Upravnom je organizacijom u sastavu općine Đurđenovca.

## Promet
Nalazi se zapadno od državne cestovne prometnice D53.

## Crkva
U selu se nalazi kapelica Sv. Ivana Krstitelja,a koja pripada katoličkoj župi Sv. Josipa u Đurđenovcu i našičkom dekanatu Požeške biskupije. Crkveni god ili kirvaj slavi se 24. lipnja.

## Stanovništvo
| broj stanovnika |       |       |       |       | 71    | 62    | 4     | 104   | 176   | 182   | 161   | 113   | 116   | 98    | 88    | 77    | 33    |
|                 | 1857. | 1869. | 1880. | 1890. | 1900. | 1910. | 1921. | 1931. | 1948. | 1953. | 1961. | 1971. | 1981. | 1991. | 2001. | 2011. | 2021. |

Iskazuje se kao dio naselja od 1900. do 1921., a kao naselje od 1931.

## Vanjske poveznice
- http://www.djurdjenovac.hr/